# Jans
Jans är en kommun i departementet Loire-Atlantique i regionen Pays de la Loire i nordvästra Frankrike. Kommunen ligger i kantonen Derval som tillhör arrondissementet Châteaubriant. År 2022 hade Jans 1 381 invånare.

## Befolkningsutveckling
Antalet invånare i kommunen Jans
| Referens: INSEE |